# Arne Krasse
Nils Arne Krasse född 25 februari 1917 i Hedvig Eleonora församling, Stockholm, död 25 oktober 1994 i Essinge församling, Stockholm
, var en svensk målare och tecknare. 
Han var son till möbelhandlaren Oscar Johansson och Tekla Krasse och från 1944 gift med Gunvor Chrona. Krasse studerade vid Konstfackskolan och vid Blombergs målarskola samt Otte Skölds målarskola i Stockholm, och under studieresor till Berlin och Düsseldorf. Separat ställde han ut i Stockholm, Hudiksvall och Finspång. Hans konst består av omfattande figurkompositioner, porträtt, vinterlandskap, hamnvyer och Stockholmsmotiv i olja, akvarell eller gouache.